# Amanaz
 (janvier 2022).
Si vous disposez d'ouvrages ou d'articles de référence ou si vous connaissez des sites web de qualité traitant du thème abordé ici, merci de compléter l'article en donnant les références utiles à sa vérifiabilité et en les liant à la section « Notes et références ».
Amanaz fut un groupe de zam-rock formé en 1973 à Kitwe, en Zambie. Ils interprètent leurs chansons en anglais et en bemba.

## Composition
- Keith Kabwe : voix, maracas, tambourin
- Issac Mpofu : guitare, voix
- John Kanyepa : guitare, voix
- Jerry Mausala : guitare basse, voix
- Watson Lungu : batterie

## Discographie
- 1975 : Africa[2]